# Sveti Ivan Zelina
Sveti Ivan Zelina este un oraș în cantonul Zagreb, Croația, având o populație de 15.959 de locuitori (2011).

## Demografie
Componența etnică a orașului Sveti Ivan Zelina
     Croați (98,41%)
     Necunoscut (0,09%)
     Neclasificat (1,25%)
Componența confesională a orașului Sveti Ivan Zelina
     Catolici (96,13%)
     Necunoscută (1,3%)
     Alte religii (2,56%)
Conform recensământului din 2011, orașul Sveti Ivan Zelina avea 15.959 de locuitori. Din punct de vedere etnic, majoritatea locuitorilor (98,41%) erau croați. Apartenența etnică nu este cunoscută în cazul a 0,09% din locuitori. Din punct de vedere confesional, majoritatea locuitorilor (96,13%) erau catolici. Pentru 1,3% din locuitori nu este cunoscută apartenența confesională.